# Driewieler

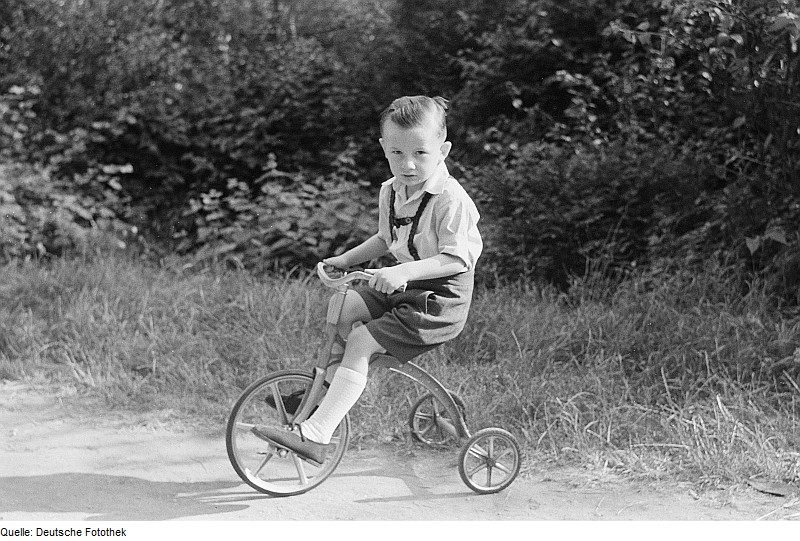
Kinderfietsje

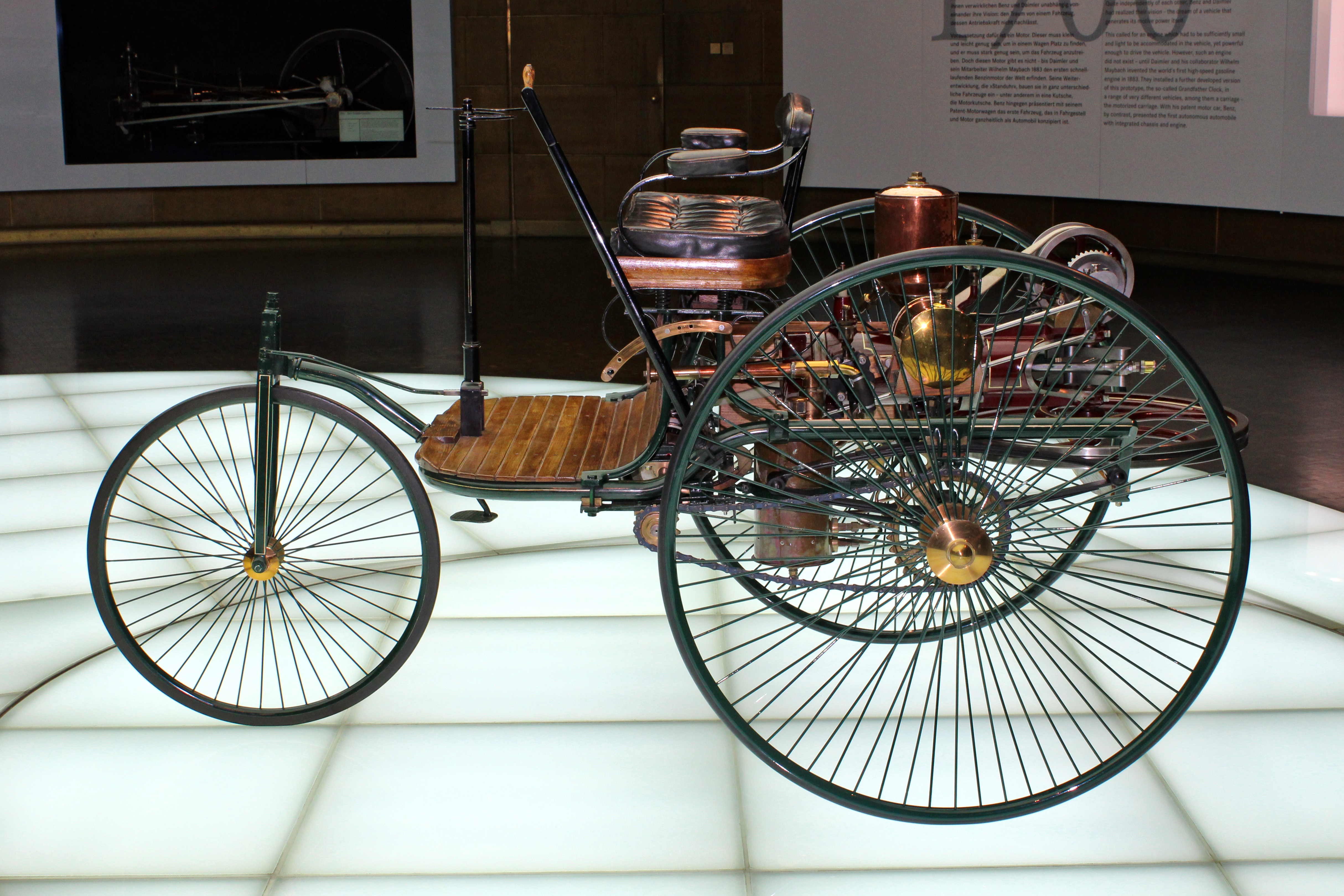
Replica van Benz Patent-Motorwagen Nummer 1 uit 1886, voorloper van de moderne auto

Gemotoriseerd

Een driewielfiets is een driewielig vervoermiddel. Omdat deze voertuigen stabieler zijn dan tweewielfietsen zijn kinderfietsen veelal uitgevoerd als driewielfietsen met aan de voorzijde één wiel, aan de achterzijde twee wielen en de pedalen direct op de as van het voorwiel gemonteerd.
Er zijn grote driewielfietsen ontwikkeld voor ouderen en mensen met een lichamelijke handicap die wel kunnen fietsen maar met twee wielen hun evenwicht niet kunnen bewaren of moeite hebben met in- en afstappen en stoppen. Deze modellen hebben een afzonderlijke trapas die via een ketting in verbinding staat met de achteras.
Voor mensen met een handicap aan het onderlichaam zijn er hand aangedreven driewielers: de handbikes. Andere voorbeelden van driewielfietsen zijn bakfietsen, fietstaxi's en velomobielen en andere driewielige ligfietsen. Ook kan een gewone fiets worden omgebouwd tot driewieler.

## Types driewielfietsen
- Traditionele driewielfiets: twee wielen achter, één wiel voor
- Driewielfiets met twee wielen voor en één wiel achter
- Lage instapdriewielfiets
- Driewielzitfiets
- Driewielfiets met elektrisch trapondersteuning

## Gemotoriseerde driewielfietsen
Een heel andere categorie zijn de gemotoriseerde driewielfietsen. De eerste versies werden tricycle of forecar genoemd en deze werden vooral geproduceerd rond het begin van de twintigste eeuw, toen nog niet helemaal duidelijk was of een gemotoriseerd voertuig beter twee, drie of vier wielen kon hebben. Ze werden gefabriceerd door onder andere Alcyon-Gentile (Frankrijk), Beeston (Engeland), William Brough (Engeland), Gough Brothers (Engeland), New Courier (Engeland) en Royal Enfield (Engeland). De bekendste producent was De Dion-Bouton (Frankrijk), wiens inbouwmotor ook gebruikt werd door de meeste andere merken. 
De trike is een moderne gemotoriseerde driewieler die soms bestaat uit een motorfiets-voorgedeelte en een automotor met achteras, maar ook uit louter motorfiets-onderdelen kan zijn samengesteld. 
Een triporteur is een driewielige motorbakfiets.
Een scootmobiel is een drie- of vierwielige motorfiets voor ouderen of mensen met een beperking.

## Driewielige motorvoertuigen
Ten slotte zijn er ook nog de tricars: driewielige auto's. In de beginperiode van de auto waren driewielers gangbaar, vanwege de eenvoudige en lichte bouw. Driewielfietsen en driewielauto's leken soms sterk op elkaar: vergelijk de foto's van de Benz Patent-Motorwagen Nummer 1 uit 1886 en de fiets van Bayliss-Thomas uit 1885. Merk wel op, dat de laatstgenoemde een enkel, sturend achterwiel heeft, en dus in vergelijking met de Benz achteruit rijdt.
In de periode voor de Tweede Wereldoorlog en nog tot ver in de jaren zeventig werd er ook volop geëxperimenteerd met driewielige auto's (Reliant) en dwergauto's zoals de Messerschmitt Kabinenroller en de Isetta. Bekende driewielauto's zijn de Vespacar, de Tuktuk. Rymco en Dockers zijn bekende merken van motorbakfietsen uit China.
Scammell Lorries maakte tussen ongeveer 1930 en 1970 nog een lichte trekker-oplegger combinatie. Dit voertuig was uitermate wendbaar en kon snel van oplegger wisselen zonder dat de bestuurder hoefde uit te stappen. De combinatie werd gemaakt met een laadvermogen van drie en zes ton.

## Foto's
|  |  |  |  |
|  |  |  |  |